# Moravské Bránice
Moravské Bránice, früher České Bránice (deutsch Mährisch Branitz, früher Böhmisch Branitz) ist eine Gemeinde in Tschechien. Sie liegt fünf Kilometer südöstlich von Ivančice und gehört zum Okres Brno-venkov.

## Geographie
Moravské Bránice erstreckt sich in der Hlínská vrchovina linksseitig der Jihlava entlang der Bäche Bukovinka und Lozarka.
Nordöstlich erhebt sich die Babí hora (351 m), im Osten die Karlova hora (286 m), im Südosten der Šibeniční vrch (296 m), westlich die Réna (319 m), Komořina (318 m) und Kalce sowie im Nordwesten die Bukovina (385 m). Nordwestlich über dem Dorf verläuft die Bahnstrecke Hrušovany nad Jevišovkou–Brno, dort liegt auch die Bahnstation. Anderthalb Kilometer zweigt die Nebenstrecke Moravské Bránice–Oslavany ab, die Hauptbahn überquert dort auf dem Viadukt Ivančice das Tal der Jihlava.
Nachbarorte sind Hlína im Norden, Silůvky, Karlov und Tikovice im Nordosten, Mělčany im Osten, Dolní Kounice im Südosten, Nové Bránice im Süden, Budkovice im Südwesten, Němčice und Alexovice im Westen sowie Ivančice im Nordwesten.

## Geschichte
Die erste Erwähnung des Dorfes erfolgte in einer auf 1173 datierten Urkunde, nach der Wilhelm von Polan dem Prämonstratenserinnenkloster Rosa Coeli die drei Dörfer Kounice, Mělčany und Bránice überließ. Dabei handelt es sich jedoch um ein Falsifikat aus dem 14. Jahrhundert. 1185 soll in der Gegend die Schlacht bei Loděnice stattgefunden haben. Gesichert ist die schriftliche Erwähnung aus dem Jahre 1276. Moravské Bránice war durch seine Südhänge von alters her ein Weinbauort. Das älteste Ortssiegel aus dem Jahre 1703 zeigt im Wappen zwei Winzermesser und eine Traube. Er war deutsch und tschechisch beschriftet.
Nach der Aufhebung der Patrimonialherrschaften bildete České Bránice/Böhmisch Branitz ab 1850 eine Gemeinde in der Bezirkshauptmannschaft Brünn. In den 1860er Jahren erfolgte am Hang nordwestlich des Dorfes der Bau der Bahnstrecke Hrušovany nad Jevišovkou–Střelice. 1870 entstand westlich von České Bránice der erste ganz aus Eisen gebaute Viadukt Österreich-Ungarns. Seit 1880 ist der Ortsname Moravské Bránice/Mährisch Branitz gebräuchlich. Im Jahre 1912 nahm die Lokalbahn Kanitz-Eibenschitz–Oslawan den Verkehr auf. 1921 wurde die Gemeinde dem Okres Brno-venkov zugeordnet. Zwischen 1948 und 1960 gehörte Moravské Bránice zum Okres Rosice. Nach dessen Aufhebung kam Moravské Bránice zum Okres Brno-venkov zurück. In den 1960er und 1980er wurde der zum Erliegen gekommene Weinbau wieder aufgenommen. Am unteren Teil des Hügels Kalce sowie auf der Karlova hora wurden wieder Weinberge angelegt. Das alte Viadukt Ivančice wurde 1978 durch einen parallelen Neubau ersetzt und größtenteils abgebrochen. Im Jahre 2001 bestand das Dorf aus 330 Häusern und hatte 918 Einwohner.

## Gemeindegliederung
Für die Gemeinde Moravské Bránice sind keine Ortsteile ausgewiesen. Zu Moravské Bránice gehört die Einschicht Karlov.

## Sehenswürdigkeiten
- hölzerner Glockenturm aus dem 18. Jahrhundert, er befand sich bis 1929 im Dorf über einem Keller. Als der Keller bei einem Unwetter zusammenging, wurde der stark beschädigte Glockenturm abgetragen und am heutigen Standort wieder aufgebaut
- Statue des hl. Johannes von Nepomuk, vor dem Friedhof. Sie steht zwischen Linden, die 1650 und 1700 gepflanzt wurden.
- Kapelle der hl. Anna
- Marmorkreuz vor der Schule, geschaffen 1899
- Gedenkkreuz Na kopečku, aus dem Jahre 1812
- Betsäule an der Straße nach Ivančice aus dem Jahre 1832
- Viadukt Ivančice, westlich des Dorfes, der erhaltene Torso der alten Eisenbrücke ist als Kulturdenkmal geschützt.

## Galerie

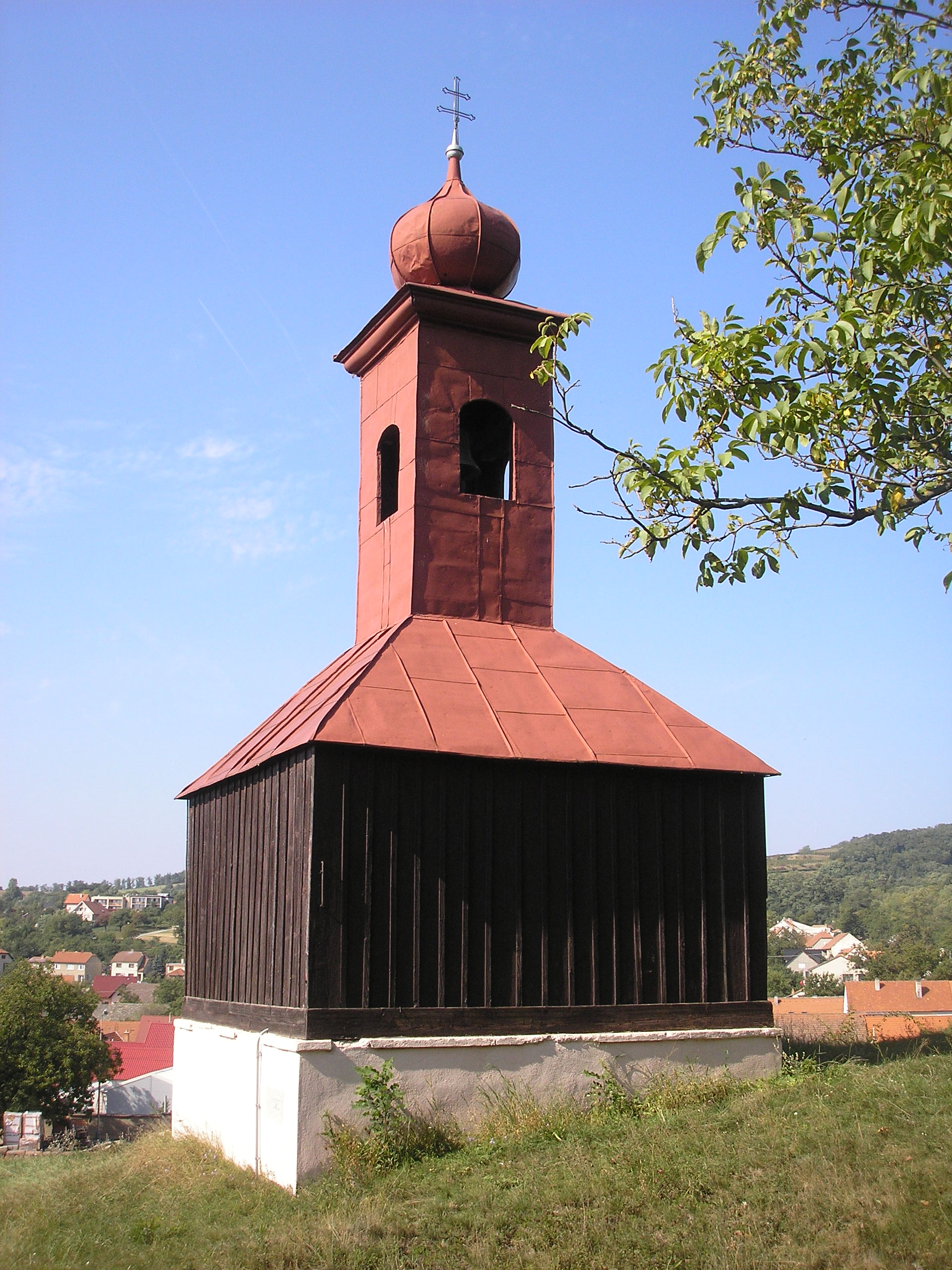
Hölzerner Glockenturm
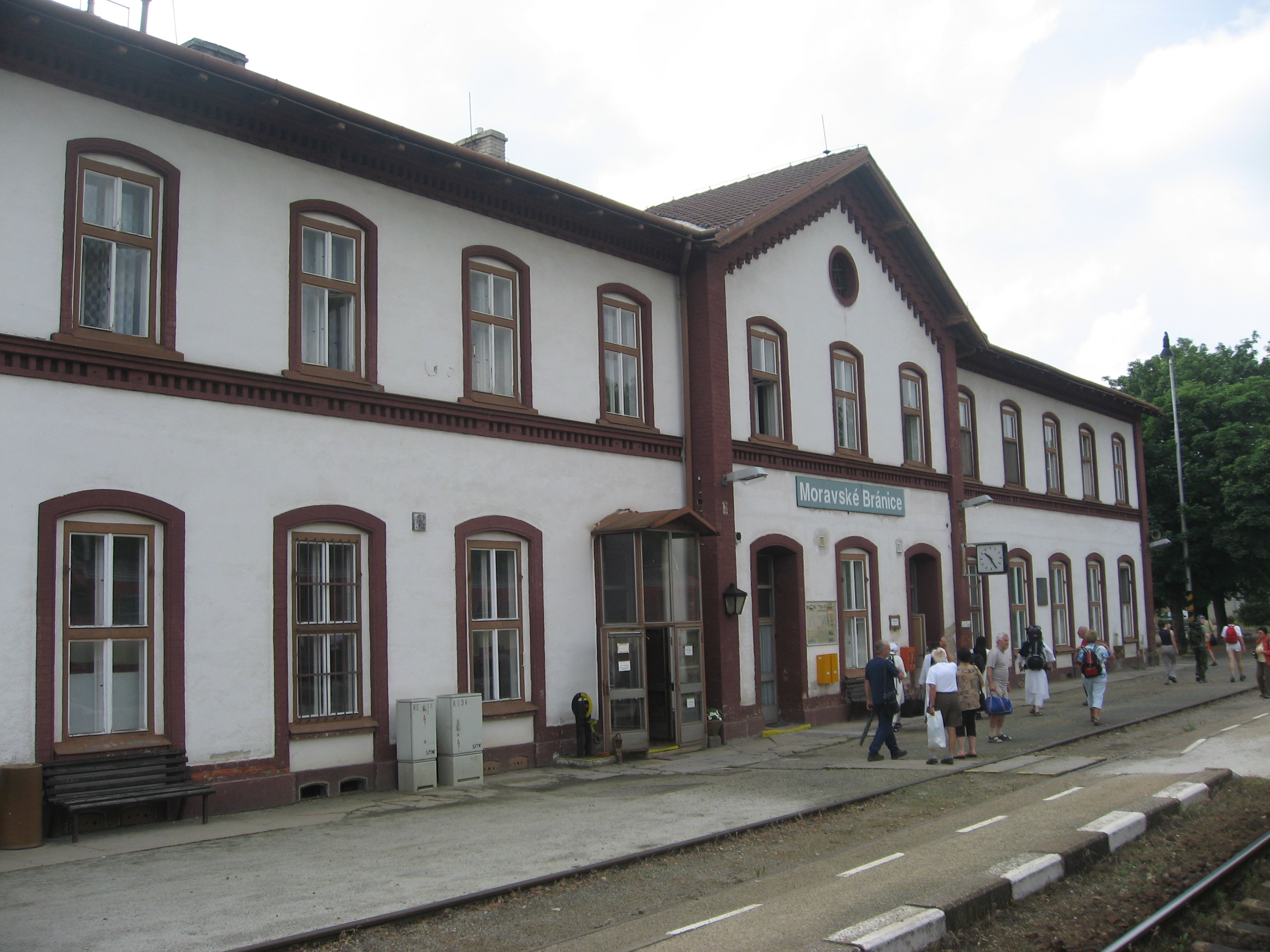
Bahnhof Moravské Bránice
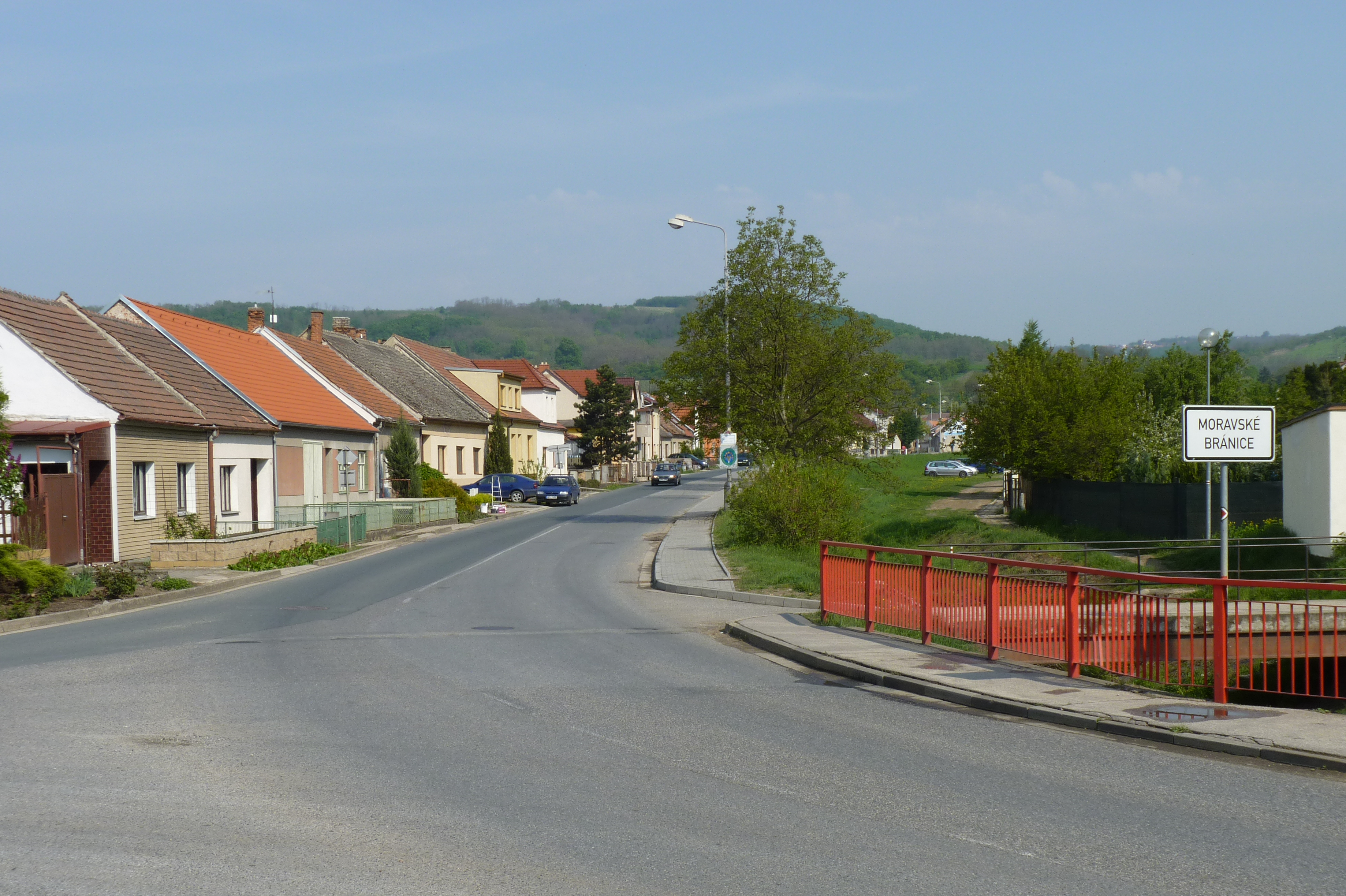
Moravské Bránice